# Adelaide (Austrália)
Adelaide é a capital do estado da Austrália Meridional, na Austrália. A localização da cidade na costa sul do país, a norte da península de Fleurieu, e a leste da península de Yorke, entre o Golfo de Saint Vincent e a cadeia montanhosa do Monte Lofty.

## Geografia

### Clima
O clima de Adelaide é mediterrâneo, com invernos frios e relativamente úmidos e verões secos e amenos. Os meses mais quentes e secos são Janeiro e Fevereiro, e Junho e Julho os mais frios e chuvosos.
As chuvas na cidade dependem da atuação de frentes frias, que vão ficando cada vez mais fortes à medida que o inverno se aproxima, causando mais dias nublados e chuvosos. Nessa mesma época, massa de ar polar vindas do sul também resultam em muitos dias de céu encoberto, mas sem chuva. Devido ao tempo fechado, a variação de temperatura também diminui com a chegada da estação, em Julho, a diferença média entre as temperaturas máximas e mínimas de um mesmo dia é de apenas 7 °C, enquanto nos meses de verão chega a 12 °C.
No verão, época seca, faz bastante calor à tarde, mas o tempo seco faz a temperatura cair consideravelmente durante a noite. As frentes frias são mais fracas e raras nessa estação, mas conseguem mudar o tempo durante alguns dias. Essas frentes frias conseguem aumentar a umidade, mas nem todas provocam chuva.
| Dados climatológicos para Adelaide (Kent Town, 1977–2013) | Dados climatológicos para Adelaide (Kent Town, 1977–2013) | Dados climatológicos para Adelaide (Kent Town, 1977–2013) | Dados climatológicos para Adelaide (Kent Town, 1977–2013) | Dados climatológicos para Adelaide (Kent Town, 1977–2013) | Dados climatológicos para Adelaide (Kent Town, 1977–2013) | Dados climatológicos para Adelaide (Kent Town, 1977–2013) | Dados climatológicos para Adelaide (Kent Town, 1977–2013) | Dados climatológicos para Adelaide (Kent Town, 1977–2013) | Dados climatológicos para Adelaide (Kent Town, 1977–2013) | Dados climatológicos para Adelaide (Kent Town, 1977–2013) | Dados climatológicos para Adelaide (Kent Town, 1977–2013) | Dados climatológicos para Adelaide (Kent Town, 1977–2013) | Dados climatológicos para Adelaide (Kent Town, 1977–2013) |
| Mês                                                       | Jan                                                       | Fev                                                       | Mar                                                       | Abr                                                       | Mai                                                       | Jun                                                       | Jul                                                       | Ago                                                       | Set                                                       | Out                                                       | Nov                                                       | Dez                                                       | Ano                                                       |
| --------------------------------------------------------- | --------------------------------------------------------- | --------------------------------------------------------- | --------------------------------------------------------- | --------------------------------------------------------- | --------------------------------------------------------- | --------------------------------------------------------- | --------------------------------------------------------- | --------------------------------------------------------- | --------------------------------------------------------- | --------------------------------------------------------- | --------------------------------------------------------- | --------------------------------------------------------- | --------------------------------------------------------- |
| Temperatura máxima recorde (°C)                           | 45,7                                                      | 44,3                                                      | 41,9                                                      | 36,9                                                      | 29,2                                                      | 25,4                                                      | 23,1                                                      | 30,4                                                      | 34,3                                                      | 39                                                        | 43                                                        | 42,5                                                      | 45,7                                                      |
| Temperatura máxima média (°C)                             | 29,3                                                      | 29,4                                                      | 26,4                                                      | 22,7                                                      | 18,9                                                      | 16,1                                                      | 15,3                                                      | 16,6                                                      | 19                                                        | 21,8                                                      | 25,2                                                      | 27                                                        | 22,3                                                      |
| Temperatura mínima média (°C)                             | 17,1                                                      | 17,2                                                      | 15,3                                                      | 12,4                                                      | 10,2                                                      | 8,1                                                       | 7,5                                                       | 8,2                                                       | 9,7                                                       | 11,5                                                      | 14,1                                                      | 15,6                                                      | 12,2                                                      |
| Temperatura mínima recorde (°C)                           | 9,2                                                       | 9,5                                                       | 7,2                                                       | 4,3                                                       | 1,5                                                       | −0,4                                                      | 0,4                                                       | 1,6                                                       | 2,6                                                       | 4,7                                                       | 5,3                                                       | 8                                                         | −0,4                                                      |
| Chuva (mm)                                                | 19                                                        | 13,5                                                      | 27,2                                                      | 39,6                                                      | 59,9                                                      | 79,3                                                      | 75,9                                                      | 69,2                                                      | 58,7                                                      | 42,8                                                      | 30,2                                                      | 28,6                                                      | 544,9                                                     |
| Dias com chuva (≥ 0,2 mm)                                 | 4,4                                                       | 3,6                                                       | 5,8                                                       | 8                                                         | 12,1                                                      | 14,9                                                      | 16,3                                                      | 16,6                                                      | 13,4                                                      | 10,2                                                      | 8,2                                                       | 7                                                         | 120,5                                                     |
| Umidade relativa (%)                                      | 36                                                        | 36                                                        | 41                                                        | 47                                                        | 55                                                        | 61                                                        | 60                                                        | 55                                                        | 51                                                        | 45                                                        | 40                                                        | 39                                                        | 47                                                        |
| Insolação (h)                                             | 325,5                                                     | 285,3                                                     | 266,6                                                     | 219                                                       | 167,4                                                     | 138                                                       | 148,8                                                     | 186                                                       | 204                                                       | 257,3                                                     | 273                                                       | 294,5                                                     | 2 765,4                                                   |
| Fonte: Australian Bureau of Meteorology                   |                                                           |                                                           |                                                           |                                                           |                                                           |                                                           |                                                           |                                                           |                                                           |                                                           |                                                           |                                                           |                                                           |